# Графикон
Графикон — крупнейшая международная конференция по компьютерной графике, машинному зрению, обработке изображений и видео на территории бывшего СССР, ежегодно проводящаяся в России. Первая конференция была проведена в 1998 году.  
«Графикон» является площадкой для обмена опытом между признанными учеными мирового уровня и начинающими специалистами, для представления своих разработок и достижений широкому кругу заинтересованных лиц, для общения профессионалов в неформальной обстановке. Программа конференции включает как тематические секции по соответствующим разделам компьютерной графики, так и мероприятия, интересные широкому кругу специалистов.
Наряду с техническими докладами, научная часть конференции включает пленарные доклады, индустриальные презентации, знакомящие с практикой использования научных достижений в индустриальных приложениях и образовательную программу.
Событие ежегодно посещают производители компьютерной продукции и представители образовательных учреждений и программ. Конференцию «Графикон» организует Московский государственный университет имени М. В. Ломоносова. Также в организации конференции принимают участие такие крупнейшие учебные и исследовательские организации, как Институт прикладной математики им. М. В. Келдыша РАН, Eurographics Association и др.

## Темы конференции
- Графика и мультимедиа
  - Геометрическое моделирование
  - Фотореалистичная визуализация
  - Методы, основанные на анализе изображений
  - Научная визуализация
  - Компьютерная графика для мобильных устройств
  - Графическое аппаратное обеспечение
  - Графика в компьютерных играх
  - Анимация и симуляция
  - Виртуальная и расширенная реальность
- Обработка изображений и видео
  - Обработка медицинских изображений
  - Предварительная обработка визуальной информации и представление изображений
  - Отслеживание и сопровождение по видеопотоку
  - Сегментация и классификация
  - Улучшение и восстановление изображений и видео
- Машинное зрение
  - 3D реконструкция и моделирование
  - Биометрия
  - Локализация и отслеживание объектов
  - Реконструкция структуры по движению и стереоизображениям
  - Статистические методы и машинное обучение
- Приложения

## Формат
Во время конференции проводятся следующие мероприятия:
- школа молодых ученых;
- мастер-классы;
- секции полных докладов;
- секции коротких докладов;
- постерная сессия;
- встречи за круглым столом;
- выступления приглашенных докладчиков;
- промышленные презентации;
- мультимедийные демонстрации.

## Отдельные конференции «Графикон»
| Год  | Место проведения             | Ссылки | Замечания |
| ---- | ---------------------------- | --- | --------- |
| 1998 | Москва                       | веб-сайт Архивная копия от 16 апреля 2008 на Wayback Machine, статьи Архивная копия от 16 апреля 2008 на Wayback Machine  |           |
| 1999 | Москва                       | веб-сайт Архивная копия от 16 апреля 2008 на Wayback Machine, статьи Архивная копия от 16 апреля 2008 на Wayback Machine  |           |
| 2000 | Москва                       | веб-сайт Архивная копия от 11 апреля 2008 на Wayback Machine, статьи Архивная копия от 16 апреля 2008 на Wayback Machine  |           |
| 2001 | Нижний Новгород              | веб-сайт Архивная копия от 11 апреля 2008 на Wayback Machine, статьи Архивная копия от 16 апреля 2008 на Wayback Machine  |           |
| 2002 | Нижний Новгород              | веб-сайт Архивная копия от 11 апреля 2008 на Wayback Machine, статьи Архивная копия от 16 апреля 2008 на Wayback Machine  |           |
| 2003 | Москва                       | веб-сайт, статьи |           |
| 2004 | Москва                       | веб-сайт, статьи |           |
| 2005 | Новосибирск                  | веб-сайт Архивная копия от 11 апреля 2008 на Wayback Machine, статьи Архивная копия от 11 апреля 2008 на Wayback Machine  |           |
| 2006 | Новосибирск                  | веб-сайт Архивная копия от 11 апреля 2008 на Wayback Machine, статьи Архивная копия от 16 апреля 2008 на Wayback Machine  |           |
| 2007 | Москва                       | веб-сайт Архивная копия от 14 марта 2008 на Wayback Machine, статьи Архивная копия от 17 декабря 2007 на Wayback Machine  |           |
| 2008 | Москва                       | веб-сайт Архивная копия от 21 апреля 2008 на Wayback Machine, статьи Архивная копия от 25 февраля 2009 на Wayback Machine |           |
| 2009 | Москва                       | веб-сайт, статьи Архивная копия от 19 октября 2009 на Wayback Machine                                                     |           |
| 2010 | Санкт-Петербург              | веб-сайт Архивная копия от 5 октября 2009 на Wayback Machine, статьи Архивная копия от 17 марта 2012 на Wayback Machine   |           |
| 2011 | Москва                       | веб-сайт Архивная копия от 20 июня 2011 на Wayback Machine, статьи Архивная копия от 17 марта 2012 на Wayback Machine     |           |
| 2012 | Москва                       | веб-сайт Архивная копия от 5 июня 2012 на Wayback Machine, статьи Архивная копия от 5 января 2013 на Wayback Machine      |           |
| 2013 | Владивосток                  | веб-сайт Архивная копия от 2 июня 2013 на Wayback Machine, статьи Архивная копия от 24 мая 2017 на Wayback Machine        |           |
| 2014 | Ростов-на-Дону               | веб-сайт Архивная копия от 17 марта 2012 на Wayback Machine, статьи Архивная копия от 22 мая 2017 на Wayback Machine      |           |
| 2015 | Протвино, Московская область | веб-сайт Архивная копия от 8 июня 2017 на Wayback Machine, статьи Архивная копия от 21 мая 2017 на Wayback Machine        |           |
| 2016 | Нижний Новгород              | веб-сайт Архивная копия от 21 мая 2017 на Wayback Machine, статьи Архивная копия от 5 июня 2017 на Wayback Machine        |           |
| 2017 | Пермь                        | веб-сайт Архивная копия от 21 мая 2017 на Wayback Machine, статьи Архивная копия от 13 февраля 2021 на Wayback Machine    |           |
| 2018 | Томск                        | веб-сайт Архивная копия от 6 февраля 2021 на Wayback Machine, статьи Архивная копия от 14 мая 2021 на Wayback Machine     |           |
| 2019 | Брянск                       | веб-сайт Архивная копия от 5 марта 2021 на Wayback Machine, статьи Архивная копия от 22 ноября 2021 на Wayback Machine    |           |
| 2020 | Санкт-Петербург              | веб-сайт Архивная копия от 28 января 2021 на Wayback Machine, статьи Архивная копия от 23 января 2021 на Wayback Machine  |           |